# Лачуни, Маркус о
Ма́ркус о Лачу́ни (фар. Markus á Lakjuni; род. 10 апреля 2005 года в Фуглафьёрдуре, Фарерские острова) — фарерский футболист, полузащитник клуба «ИФ».

## Карьера
Маркус — воспитанник системы клуба «ИФ» из своей родной деревни. В 2019 году он вызывался из юниорской команды фуглафьёрдурцев в юношескую сборную Фарерских островов (до 15 лет), однако так ни разу за неё и не сыграл. Его дебют за «ИФ» состоялся 20 июня 2021 года: на 91-й минуте матча фарерской премьер-лиги против клаксвуйкского «КИ» полузащитник заменил Ханса Лервиджа. Это была единственная игра Маркуса в его первом сезоне на взрослом уровне. В 2022 году он принял участие в 11 встречах первого дивизиона. В сезоне-2023 фуглафьёрдурцы снова играли в премьер-лиге, а Маркус провёл в их составе 5 матчей.

## Статистика выступлений
| Выступление      | Выступление      | Выступление      | Лига | Лига | Кубки | Кубки | Еврокубки | Еврокубки | Прочие | Прочие | Итого | Итого |
| Клуб             | Лига             | Сезон            | Игры | Голы | Игры  | Голы  | Игры      | Голы      | Игры   | Голы   | Игры  | Голы  |
| ---------------- | ---------------- | ---------------- | ---- | ---- | ----- | ----- | --------- | --------- | ------ | ------ | ----- | ----- |
| ИФ Фуглафьёрдур  | Премьер-лига     | 2021             | 1    | 0    | 0     | 0     | 0         | 0         | 0      | 0      | 1     | 0     |
| ИФ Фуглафьёрдур  | Первый дивизион  | 2022             | 11   | 0    | 1     | 0     | 0         | 0         | 0      | 0      | 12    | 0     |
| ИФ Фуглафьёрдур  | Премьер-лига     | 2023             | 5    | 0    | 0     | 0     | 0         | 0         | 0      | 0      | 5     | 0     |
| ИФ Фуглафьёрдур  | Итого            | Итого            | 17   | 0    | 1     | 0     | 0         | 0         | 0      | 0      | 18    | 0     |
| Всего за карьеру | Всего за карьеру | Всего за карьеру | 17   | 0    | 1     | 0     | 0         | 0         | 0      | 0      | 18    | 0     |

## Личная жизнь
Младший брат Маркуса, Йегван о Лачуни (род. 2007) — тоже футболист. Братья вместе играют за «ИФ».